# Gianfranco Merli
Gianfranco Merli (Livorno, 1º gennaio 1924 – Livorno, 21 dicembre 1998) è stato un politico italiano.
Esponente della Democrazia Cristiana, è stato deputato nella V e VI legislatura della Repubblica Italiana.
Presidente del Comitato parlamentare di studio sul problema delle acque in Italia, al suo nome è legata la legge numero 319 del 1976, nota appunto come legge Merli, di grande rilievo poiché è  stata la prima legge organica nazionale sulla tutela delle acque dall'inquinamento.